# Directori militar
|  | Per a altres significats, vegeu «directori militar de Primo de Rivera». |

En general, un directori o directori militar és l'organització temporal del govern d'una nació de forma militar per mitjà de la força de les armes. Se sol compondre o bé exclusivament de militars, o bé incorporant algun càrrec civil, tots ells procedents de les altes esferes del poder.
A Espanya, els militars van començar a prendre part en la vida política el 1841 amb l'inici de la regència d'Espartero, encara que no va ser un directori, sinó una regència. El primer reconegut va ser el que va crear Miguel Primo de Rivera entre 1923 i 1925. El Directori militar de Primo de Rivera estava format per 8 militars (representant cadascuna de les regions militars de l'època). Primo de Rivera era l'únic que tractava assumptes directament amb el rei (Alfons XIII).